# 擂台

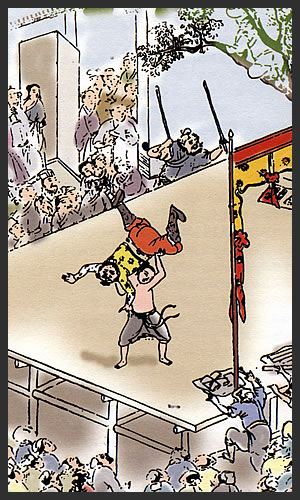
一位勇士預備將其對手丟下擂台

擂台是一種架高的戰鬥舞台，最初是四周沒有欄杆的行式。據說可追溯至中國秦朝。如今常指進行摔角、格鬥或拳擊等運動的專用場所。